# НХЛ у сезоні 1954—1955
НХЛ у сезоні 1954/1955 — 38-й регулярний чемпіонат НХЛ. Сезон стартував 7 жовтня 1954. Закінчився фінальним матчем Кубка Стенлі 14 квітня 1955 між Детройт Ред-Вінгс та Монреаль Канадієнс перемогою «червоних крил» 3:1 в матчі та 4:3 в серії. Це сьома перемога в Кубку Стенлі Детройта.

## Матч усіх зірок НХЛ
8-й матч усіх зірок НХЛ пройшов 2 жовтня 1954 року в Детройті: Детройт Ред-Вінгс — Усі Зірки 2:2 (2:0, 0:2, 0:0).

## Підсумкова турнірна таблиця
| # | Команда            | І  | В  | П  | Н  | ШЗ  | ШП  | Очки |
| - | ------------------ | -- | -- | -- | -- | --- | --- | ---- |
| 1 | Детройт Ред-Вінгс  | 70 | 42 | 17 | 11 | 204 | 134 | 95   |
| 2 | Монреаль Канадієнс | 70 | 41 | 18 | 11 | 228 | 157 | 93   |
| 3 | Торонто Мейпл-Ліфс | 70 | 24 | 24 | 22 | 147 | 135 | 70   |
| 4 | Бостон Брюїнс      | 70 | 23 | 26 | 21 | 169 | 188 | 67   |
| 5 | Нью-Йорк Рейнджерс | 70 | 17 | 35 | 18 | 150 | 210 | 52   |
| 6 | Чикаго Блек Гокс   | 70 | 13 | 40 | 17 | 161 | 235 | 43   |

## Найкращі бомбардири
| Гравець        | Команда            | І  | Г  | П  | О  | ШХ  |
| -------------- | ------------------ | -- | -- | -- | -- | --- |
| Берні Жоффріон | Монреаль Канадієнс | 70 | 38 | 37 | 75 | 57  |
| Моріс Рішар    | Монреаль Канадієнс | 67 | 38 | 36 | 74 | 125 |
| Жан Беліво     | Монреаль Канадієнс | 70 | 37 | 36 | 73 | 58  |
| Ерл Рейбел     | Детройт Ред-Вінгс  | 70 | 25 | 41 | 66 | 15  |
| Горді Хоу      | Детройт Ред-Вінгс  | 64 | 29 | 33 | 62 | 68  |

## Плей-оф

### Півфінали
| - 22 березня. Бостон - Монреаль 0:2 - 24 березня. Бостон - Монреаль 1:3 - 27 березня. Монреаль - Бостон 2:4 - 29 березня. Монреаль - Бостон 4:3 ОТ - 31 березня. Бостон - Монреаль 1:5 Серія: Монреаль - Бостон 4-1 | - 22 березня. Торонто - Детройт 4:7 - 24 березня. Торонто - Детройт 1:2 - 26 березня. Детройт - Торонто 2:1 - 29 березня. Детройт - Торонто 3:0 Серія: Торонто - Детройт 0-4 |

### Фінал
- 3 квітня. Монреаль - Детройт 2:4
- 5 квітня. Монреаль - Детройт 1:7
- 7 квітня. Детройт - Монреаль 2:4
- 9 квітня. Детройт - Монреаль 3:5
- 10 квітня. Монреаль - Детройт 1:5
- 12 квітня. Детройт - Монреаль 3:6
- 14 квітня. Монреаль - Детройт 1:3

Серія: Монреаль - Детройт 3-4

## Призи та нагороди сезону
| Нагороди                 | Гравець         | Команда            |
| ------------------------ | --------------- | ------------------ |
| Пам'ятний трофей Колдера | Ед Літценбергер | Чикаго Блекгокс    |
| Трофей Арта Росса        | Берні Жоффріон  | Монреаль Канадієнс |
| Пам'ятний трофей Гарта   | Тед Кеннеді     | Торонто Мейпл-Ліфс |
| Приз Джеймса Норріса     | Дуг Гарві       | Монреаль Канадієнс |
| Приз Леді Бінг           | Сід Сміт        | Торонто Мейпл-Ліфс |
| Трофей Везини            | Террі Савчук    | Детройт Ред-Вінгс  |

| Нагорода               | Клуб              |
| ---------------------- | ----------------- |
| Приз принца Уельського | Детройт Ред-Вінгс |
| Кубок Стенлі           | Детройт Ред-Вінгс |

## Команда всіх зірок
| Перша команда                   | Позиція              | Друга команда                       |
| ------------------------------- | -------------------- | ----------------------------------- |
| Гаррі Ламлі, Торонто Мейпл-Ліфс | Воротар              | Террі Савчук, Детройт Ред-Вінгс     |
| Дуг Гарві, Монреаль Канадієнс   | Захисник             | Боб Голдгем, Детройт Ред-Вінгс      |
| Ред Келлі, Детройт Ред-Вінгс    | Захисник             | Ферні Флемен, Бостон Брюїнс         |
| Жан Беліво, Монреаль Канадієнс  | Центральний нападник | Кен Мосделл, Монреаль Канадієнс     |
| Моріс Рішар, Монреаль Канадієнс | Правий нападник      | Берні Жоффріон, Монреаль Канадієнс  |
| Сід Сміт, Торонто Мейпл-Ліфс    | Лівий нападник       | Денні Левицький, Нью-Йорк Рейнджерс |

## Внутрішньоліговий драфт
| # | Гравець        | Позиція | Національність | До клубу         | З клубу            |
| - | -------------- | ------- | -------------- | ---------------- | ------------------ |
| 1 | Джон Маккормак | Центр   | Канада         | Чикаго Блек Гокс | Монреаль Канадієнс |